# Losseni Konaté
Losseni Konaté (ur. 29 grudnia 1972) – piłkarz z Wybrzeża Kości Słoniowej, występujący podczas kariery na pozycji bramkarza.

## Kariera piłkarska
Losseni Konaté rozpoczął karierę w ASEC Mimosas w 1989 roku. Z ASEC dwunastokrotnie zdobył mistrzostwo Wybrzeża Kości Słoniowej w 1990, 1991, 1992, 1993, 1994, 1995, 1997, 1998, 2000, 2001, 2002 i 2003, pięciokrotnie Puchar Wybrzeża Kości Słoniowej w 1990, 1995, 1997, 1999 i 2003 oraz Afrykańską Liga Mistrzów w 1998.
W latach 2003–2004 występował w Tunezji w US Monastir a 2004-2005 w Finlandii w JJK Jyväskylä. Później występował jeszcze w prowincjonalnym francuskim US La Ravoire oraz tajskim Bangpra FC, w którym zakończył karierę w 2008.

## Kariera reprezentacyjna
Losseni Konaté występował w reprezentacji Wybrzeża Kości Słoniowej. W 1992 roku uczestniczył w największym sukcesie w historii WKS w postaci zdobycia Pucharu Narodów Afryki. Na tej imprezie Konaté był rezerwowym i nie wystąpił w żadnym meczu. W tym samym roku wystąpił w pierwszej edycji Pucharu Konfederacji, który nosił wówczas nazwę Pucharu Króla Fahda. Na tym turnieju po porażkach z Argentyną i reprezentację USA Wybrzeże Kości Słoniowej zajęło ostatnie, czwarte miejsce. Konaté był rezerwowym i nie wystąpił w żadnym meczu. W 1993 uczestniczył w przegranych eliminacjach do Mistrzostw Świata 1994.
W 1994 po raz drugi wystąpił w Pucharze Narodów Afryki, na którym WKS zdobyło brązowy medal. Na tym turnieju ponownie był rezerwowym i nie wystąpił w żadnym meczu. W 1998 po raz trzeci wystąpił w Pucharze Narodów Afryki, na którym WKS odpadło w ćwierćfinale. Konaté był rezerwowym i nie wystąpił w żadnym meczu. W 2001 uczestniczył w przegranych eliminacjach do Mistrzostw Świata 2002. W 2002 roku po raz czwarty wystąpił w Pucharze Narodów Afryki, na którym WKS odpadło w fazie grupowej. Na tym turnieju Konaté po raz pierwszy był pierwszym bramkarzem i wystąpił we wszystkich trzech meczach z Togo, Kamerunem i Demokratyczną Republiką Konga. Ogółem w latach 1992-2002 wystąpił w reprezentacji w 87 meczach.